# Kościół św. Bartłomieja w Łopienniku Nadrzecznym
Kościół Świętego Bartłomieja Apostoła w Łopienniku Nadrzecznym – kościół murowany zbudowany w latach 1909-1913 w Łopienniku Nadrzecznym.

## Historia
Kościół zaprojektowany przez architekta Józefa Dziekońskiego, pobudowany w latach 1909–1913. Świątynia utrzymana w stylu neogotyckim, trójnawowa na planie krzyża łacińskiego. Według założeń architektonicznych budowla potrafi pomieścić 500 osób. Budowa została podjęta dzięki staraniom ówczesnego proboszcza, ks. Feliksa Szeleźniaka, ze względu na stan techniczny oraz niewielkie gabaryty poprzedniego kościoła. Prace finansowano z ofiar parafian, zaś materiał budowlany powstawał w większości na miejscu - na okoliczność budowy w pobliżu utworzono cegielnię, wypalającą czerwoną cegłę.

## Wyposażenie

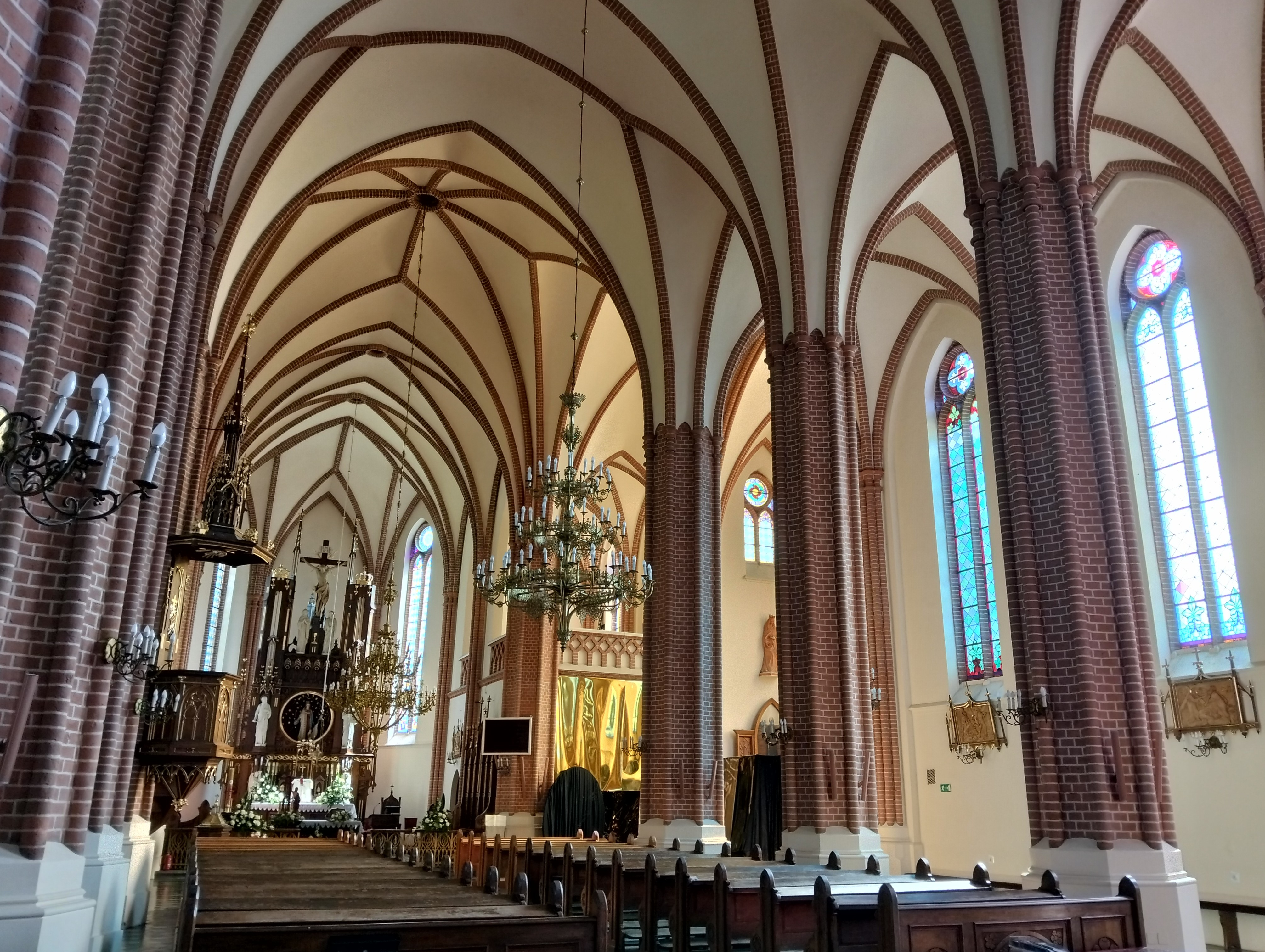
Wnętrze świątyni

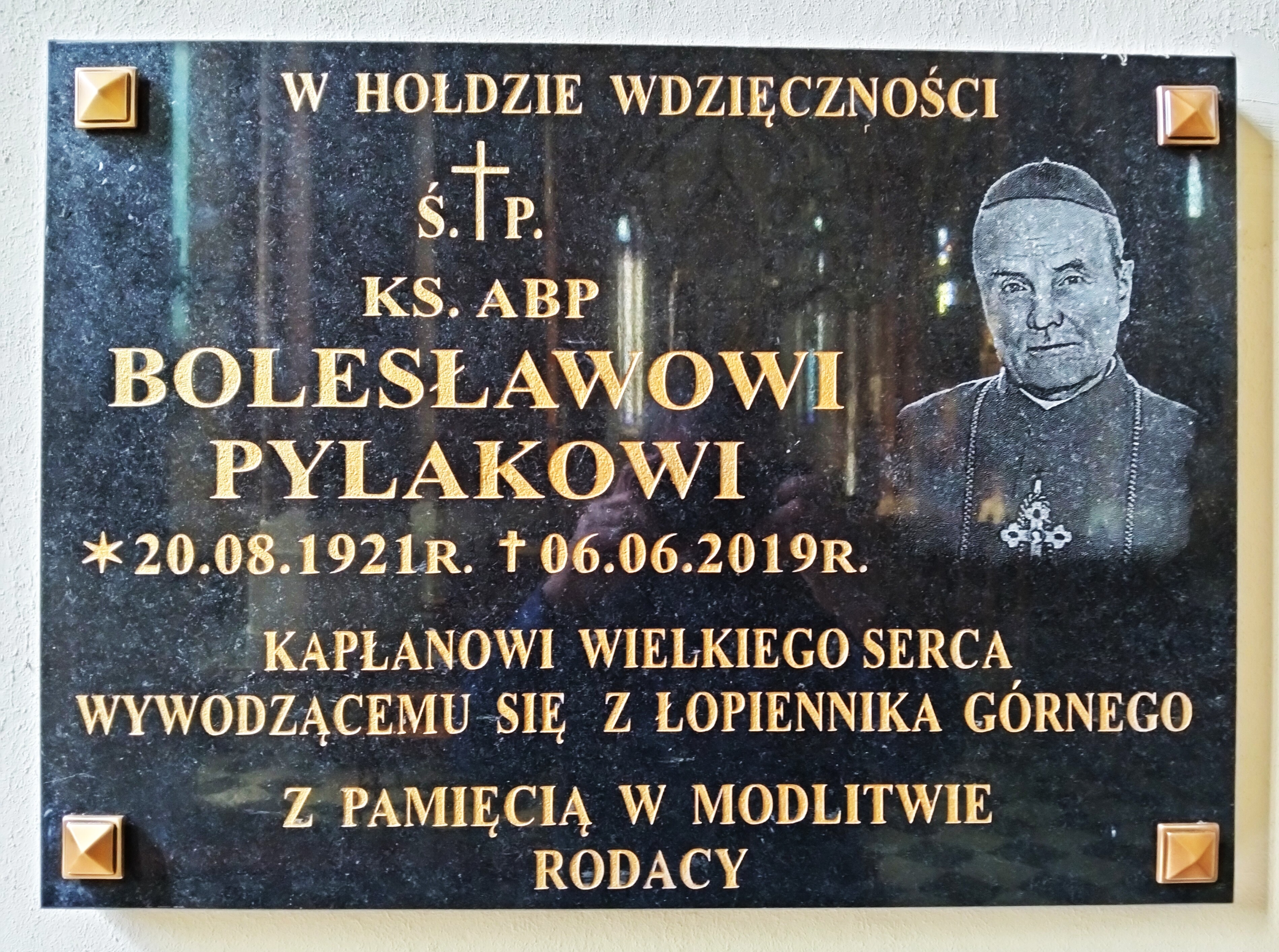
Tablica abpa Bolesława Pylaka

### Ołtarze
Dębowy ołtarz główny zbudowano w 1925. Figury i inne rzeźby znajdujące się w ołtarzu wykonał Wincenty Bogaczyk, rzeźbiarz z Warszawy. W ołtarzu znajduje się figura Matki Bożej oraz ruchome obrazy św. Józefa, św. Bartłomieja Apostoła, św. Antoniego i Najświętszego Serca Jezusowego. Po bokach głównego przedstawienia umieszczone są figury św. Bartłomieja Apostoła i Łukasza Ewangelisty. Ołtarz wieńczy scena Ukrzyżowania.
Ołtarz w prawej kaplicy bocznej z obrazem św. Franciszka z Asyżu i Matki Bożej Anielskiej został wykonany w 1926. Rzeźby św. Stanisława Kostki i św. Kazimierza z drzewa lipowego do ołtarza wykonał niejaki Lisowski, artysta z Lublina. W roku 2012 w ołtarzu umieszczono obraz i relikwie św. Jana Pawła II. Ponadto w transepcie kościoła znajduje się jeszcze jeden ołtarz z obrazem św. Maksymiliana Kolbego.
Ołtarz w lewej nawie bocznej, z płaskorzeźbą św. Jana Chrzciciela zbudowany w 1936. Rzeźby św. Jana i św. Piotra wykonał rzeźbiarz Franciszek Stanuch z Janówki k. Zamościa. W ołtarzu znajduje się obraz św. Walentego i Matki Bożej Nieustającej Pomocy. Na uwagę zasługuje obraz Matki Boskiej Zielnej, namalowany przez Zdzisława Jasińskiego. Wizerunek znajduje się na prawo od ołtarza św. Jana Chrzciciela, umieszczony w lewej części transeptu kościoła, bezpośrednio na ścianie.

### Organy
Dzięki staraniom ówczesnego proboszcza, ks. Jana Kosiora w 1938 do kościoła sprowadzono 26-głosowe organy o trakturze pneumatycznej. Instrument wybudowała firma Wacława Biernackiego z Warszawy. Organy posiadają 2 manuały oraz klawiaturę nożną. Prospekt wybudowany w stylu neogotyckim przedstawia symbolicznie front świątyni. Dyspozycja organów utrzymana została w stylu romantycznym. Funkcję organisty pełnili tu: Franciszek Sawa (ojciec Mariana Sawy), Adam Barwa, Barbara Łyżwa, Stanisław Miciuła, a od 2013 Paweł Suryś. Właśnie na tym instrumencie podstaw gry uczył się młody Marian Sawa, kompozytor i organista.

### Dzwony
Początkowo świątynia miała 2 dzwony - większy z 1911 (dar Tadeusza Szpakowskiego z Dobryniowa) oraz mniejszy (dar młodzieży parafialnej). Podczas I wojny światowej zostały one wywiezione w głąb Rosji, a po okresie okupacji powróciły do kościoła. W okresie międzywojennym zakupiono sygnaturkę oraz jeszcze jeden dzwon. Parafia mogła się szczycić czterema dzwonami do 1941, kiedy to okupanci niemieccy zrabowali kościół. Dwa nowe dzwony oraz sygnaturka zostały zakupione w 1947 i służą do dziś.